# 光新路
光新路位於中華人民共和國上海市普陀區東部，南起光复西路蘇州河，北至交通路京沪铁路接志丹路。长1.02公里，宽35米至40米，沥青混凝土路面。该路虬江（現真如港）以南路段在中华民国大陸時期名為朱家湾街（朱家湾大街），系宽3米的片弹街路面，为当时朱家湾镇的集市街坊。1952年拓宽并向北延伸至交通路，因该路由光复西路通往甘泉新村，故于1953年更名为光新路。1980年拓寬；1983年，中山北路至交通路段加固改建，车行道拓宽。1984年在沪杭铁路道口东侧建造人行地道；1986年又拓宽沪宁铁路道口及建造了横跨滬寧铁路的光新路交通路人行立交桥。
1989年6月6、7日，六四事件期間有人利用161次列车驶入上海沪杭铁路光新路铁路道口時发生的交通事故，放火焚烧列车和警用摩托车。近600名武警、铁路警察和9辆消防车來到现场抢救，事故造成6人死亡，6人受伤，有11人當場被捕。6月15日徐国明、卞汉武、严雪荣被控製造騷亂放火焚燒列車並被判处死刑。
1991年後光新路沪宁鐵路、沪杭铁路外环线道口人行立交桥以及光新路沪杭铁路道口人行地道拆除。1994年，为解决铁路道口每天总计关闭8小时，影响过往交通，新建立穿越滬寧鐵路和交通路的光新路铁路立交桥和地道，鐵路立交橋通行機動車，地道通行非機動車和行人。同年12月再度拓寬。

## 沿路設施
光新路沿路有滬西工人文化宮體育中心。原名普陀区工人体育场，1956年3月，由上海市工会联合会（上海市总工会）投资建造，1957年6月竣工开放。占地面积约2.2公顷。有400米标准田径场地，標準足球场及1座容纳1500名观众的混凝土单层看台。1971年6月23日，普陀区公检法军管组在体育场召开公判大会，发生挤死7人，伤99人的事故。后由普陀区体育运动委员会管理，並更名普陀体育场。